# Sophronica rufosuturalis
Sophronica rufosuturalis är en skalbaggsart som beskrevs av Stefan von Breuning 1954. Sophronica rufosuturalis ingår i släktet Sophronica och familjen långhorningar. Inga underarter finns listade i Catalogue of Life.